# Schlierbach (Belgique)
Pour les articles homonymes, voir Schlierbach.
Schlierbach est un hameau de la commune belge de Saint-Vith (en allemand : Sankt Vith) située en Communauté germanophone et en Région wallonne dans la province de Liège.
Avant la fusion des communes de 1977, Schlierbach faisait partie de la commune de Lommersweiler.
Le 31 décembre 2015, le hameau comptait 119 habitants.

## Situation
Schlierbach est un hameau ardennais situé à la naissance d'un vallon dominant le versant occidental de l'Our. La localité occupe une clairière presque entièrement entourée d'espaces boisés. L'altitude dans le hameau varie de 475 m à 505 m. 
Le hameau se situe à 6 km à l'est de la ville de Saint-Vith et à 2,5 km au nord-est de la sortie n°16 de l'autoroute E42.